# طيران عسكري

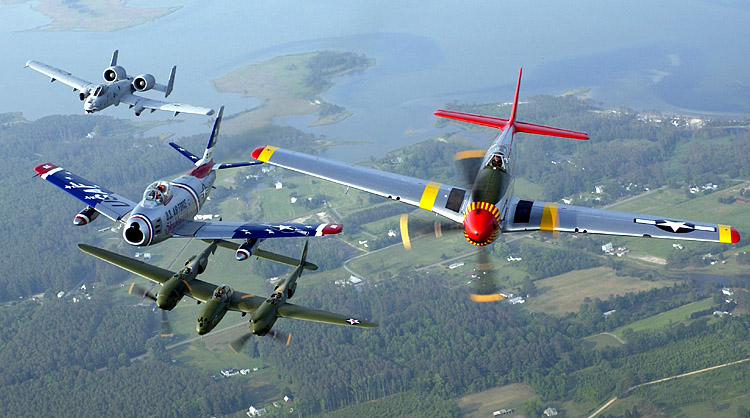
إيه - 10 ثاندر بولت الثانية ، إف-86 سابر ، بي-38 لايثنينغ و بي-51 موستانغ تشكيلة طيران أثناء معرض جوي في قاعدة القوة الجوية لللانقلي، فرجينيا.

الطيران العسكري هو استعمال الطائرة و المكائن الطائرة الأخرى لأغراض إجراء أو تمكين الحرب، يتضمّن ذلك الجسر الجوي الوطني (الشحن) قدرة لتزويد التجهيز اللوجستيكي إلى القوات المتمركّز في مسرح العمليات أو على طول الجبهة.